# Yeshivá Jajmei Lublin
La Yeshivá Jajmei Lublin (en polaco: Jeszywas Chachmej Lublin) estaba situada en la ciudad polaca de Lublin, fue una de las más importantes yeshivot antes de la Segunda Guerra Mundial. Actualmente está ubicada en Bnei Brak, en el estado de Israel.

## Historia
La Yeshiva Jajmei Lublin se inauguró en 1930, fue construida gracias a los esfuerzos del rabino Meir Shapiro, que viajó por Estados Unidos y Canadá para recaudar dinero de donaciones voluntarias.
Cuando los nazis tomaron Lublin durante la Segunda Guerra Mundial, destrozaron el interior del edificio y quemaron su vasta biblioteca, para luego establecer allí la oficina central de la Gestapo en Polonia. Después de la guerra, el estado polaco asignó la propiedad a la Universidad Marie Curie-Skłodowska. Fue usada por la facultad de medicina de Lublin. En 2003 el edificio retornó a la comunidad judía. Alberga la sinagoga y el primer museo del Jasidismo.